# Macdonald Seamount
Il Macdonald Seamount è una montagna e vulcano sottomarino che si trova in Polinesia, a sudest delle Isole Australi, nell'Oceano Pacifico.

## Caratteristiche
Si innalza di 4.200 m rispetto al fondale marino e arriva fino a una profondità di circa -40 m dalla superficie oceanica; l'altezza della sua cima varia però in funzione dell'attività vulcanica. Il vulcano è stato scoperto nel 1967 e da allora è stato periodicamente attivo con emissioni di gas e attività sismica. È caratterizzato da una sommità piatta, che ne fa quindi classificare come un guyot, con molti coni sussidiari e si trova nelle vicinanze di un sistema di montagne sottomarine.
Il Macdonald Seamount è il risultato dell'attività del punto caldo di Macdonald, un punto caldo vulcanico che ha formato anche altri vulcani sottomarini. Ci sono state eruzioni nel 1967, 1977, 1979–1983 e 1987–1989. Nel 2007 è stata registrata attività sismica che ha modificato la morfologia del vulcano e potrebbe portare alla formazione di un'isola in futuro.

## Scoperta e denominazione
Il Macdonald Seamount fu scoperto nel 1967, nel corso di una campagna osservativa eseguita con l'uso di idrofoni che rilevarono un'attività sismica nell'area.
Al vulcano fu data l'attuale denominazione nel 1970 in onore del vulcanologo americano Gordon A. MacDonald (1911-1978). Il vulcano è chiamato anche "Tamarii".

## Possibile formazione di un'isola
Si pensa che il Macdonald abbia formato un'isola durante l'ultimo massimo glaciale, quando il livello del mare era più basso. Future eruzioni potrebbero portare alla formazione di un'isola anche con gli attuali livelli del mare; dovrebbe però trattarsi di eruzioni importanti e continue, altrimenti l'isola risultante verrebbe erosa molto rapidamente. A seconda di quanto velocemente l'erosione e altri fattori andrebbero a ridurre la sua dimensione, l'isola potrebbe avere un'esistenza solo temporanea.